# Суетиловка
Суетиловка — деревня в Томском районе Томской области России. Входит в состав Турунтаевского сельского поселения.

## География
Деревня располагается возле административной границы Томского района с Зырянским, в лесной местности (кедровник), у реки Гашма.
Суетиловка старая (урочище) находится около 600 метров к востоку (координаты 56.589948, 85.665283).
В 1 км севернее деревни находится высшая точка Томской области (в 274 метра) холм Суетиловский (координаты N56.60429° E85.64222°).
Географическое положение
Расстояние до:
районного центра c.Турунтаево — 20 км.
областного центра г. Томск — 40 км.

## История
Согласно постановлению администрации Томского района № 68 от 14 апреля 1997 года о разделении территории района на внутрирайонные территории (сельские округа) образован Турунтаевский сельский округ в границах Турунтаевской и Новоархангельской сельских администраций в селе Турунтаево. Деревня вошла в образованный Турунтаевский сельский округ.
Согласно Закону Томской области от 12 ноября 2004 года № 241-ОЗ «О наделении статусом муниципального района, сельского поселения и установлении границ муниципальных образований на территории Томского района» деревня вошла в образованное Турунтаевское сельское поселение.

## Население
| 2002 | 2008 | 2009 | 2010 | 2011 | 2012 | 2013 | 2014 | 2015 |
| ---- | ---- | ---- | ---- | ---- | ---- | ---- | ---- | ---- |
| 27   | ↘21  | ↗24  | ↘5   | →5   | ↘1   | →1   | →1   | ↗2   |
| 2021 |      |      |      |      |      |      |      |      |
| ↗8   |      |      |      |      |      |      |      |      |

## Транспорт
Просёлочные дороги.

## Инфраструктура
Бывшее подсобное хозяйство Манометрового завода.
Социальные объекты отсутствуют.
Туризм.